# Naustdal
Naustdal é uma comuna da Noruega, com 368 km² de área e 2 696 habitantes (censo de 2004).